# بيتر هايسترا
بيتر هايسترا (Pieter Egge Huistra) (18 يناير 1967 في هولندا – )؛ هو لاعب كرة قدم سابق كان يلعب كمهاجم. لعب مع منتخب هولندا لكرة القدم من 1988 إلى 1991.

## وصلات خارجية
- بيتر ايجي هوستيرا على موقع رابطة كرة القدم اليابانية للمحترفين (اليابانية)
- بيتر ايجي هوستيرا على موقع قاعدة بيانات كرة القدم.إي يو (الإنجليزية)
- بيتر ايجي هوستيرا على موقع ناشيونال فوتبول تيمز (الإنجليزية)
- بيتر ايجي هوستيرا على موقع Soccerway.com (الإنجليزية)
- بيتر ايجي هوستيرا على موقع عالم كرة القدم.نت (الإنجليزية)

- National Football Teams